# Haaientanden (verkeer)

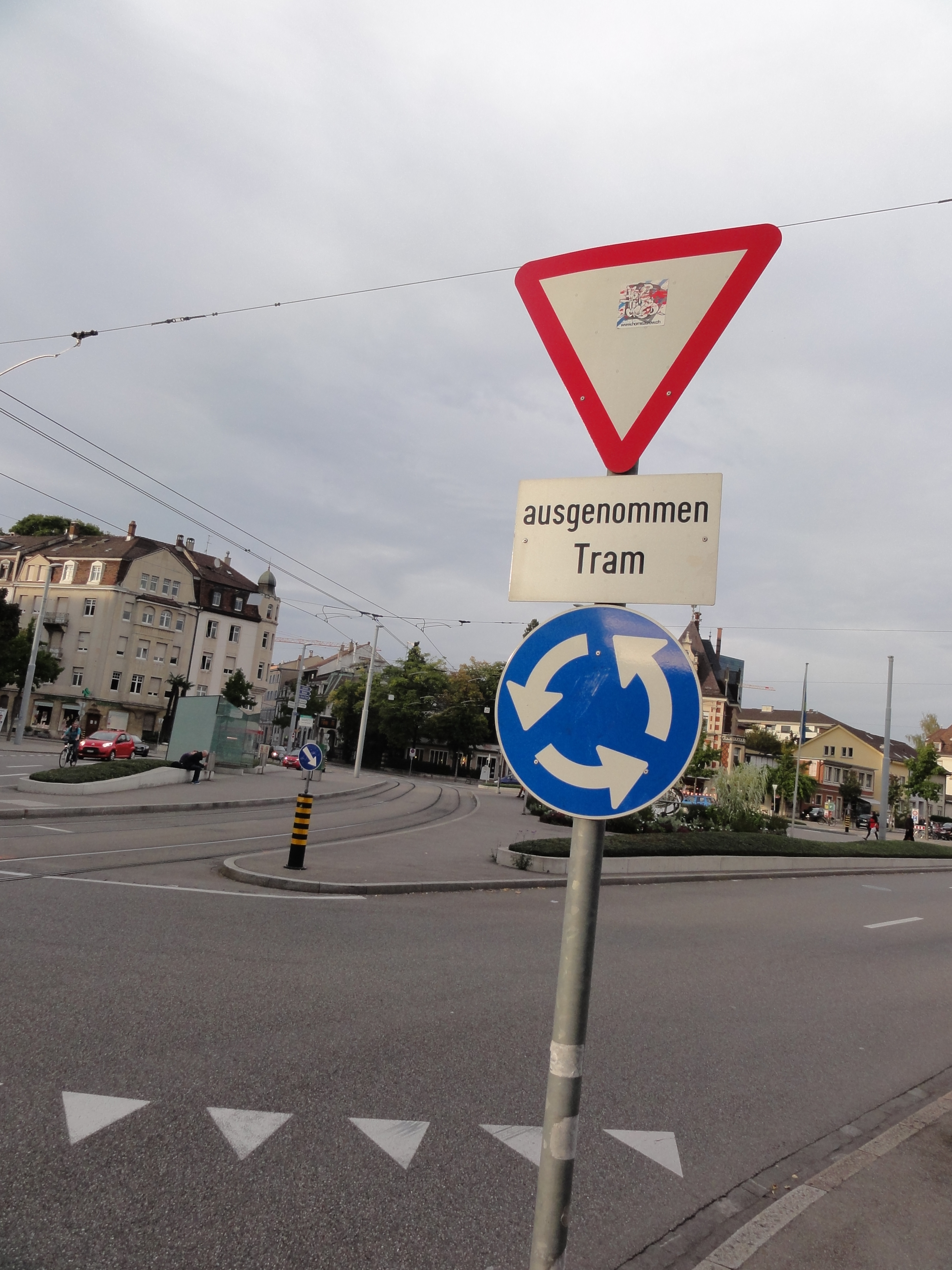
Haaientanden en voorrangsbord bij een rotonde in het Zwitserse Basel

Haaientanden zijn witte of gele gelijkbenige driehoeken op het wegdek. De driehoeken zijn verkeerstekens en staan bij een kruispunt op het wegdek als er voorrang moet worden gegeven, meestal in combinatie met het voorrangsbord (omgekeerde driehoek). Staat er een achthoekig stopbord, dan staan er in Nederland en België op het wegdek geen haaientanden maar ligt er een stopstreep.

## Wetgeving in Nederland
In het Nederlandse Reglement verkeersregels en verkeerstekens 1990 (RVV 1990) worden in artikel 1 van het eerste hoofdstuk haaientanden gedefinieerd als "voorrangsdriehoeken op het wegdek". In artikel 80 van het derde hoofdstuk van de RVV 1990 wordt de haaientanden hun betekenis in het verkeer toegekend:
Haaietanden hebben de volgende betekenis: de bestuurders moeten voorrang verlenen aan bestuurders op de kruisende weg.
Let vooral op het woordje "bestuurders"; voetgangers zijn geen bestuurders en dus betekenen de haaientanden niet dat kruisende voetgangers voorgaan. Bestuurders moeten voetgangers uiteraard wel voor laten gaan als deze om een andere reden voorrang hebben, bijvoorbeeld als de bestuurder afslaat en de voetganger rechtdoor gaat op dezelfde weg, of als na de haaientanden (ook) een zebrapad ligt, waar voetgangers voorrang hebben.

## Naam
Haaientanden ontlenen hun naam aan de vormelijke gelijkenis met de tanden van haaien.